# アンティオキアの聖マルガリタ (カラッチ)
『アンティオキアの聖マルガリタ』（アンティオキアのせいマルガリタ、伊: Santa Margherita、英: Saint Margaret of Antioch）は、イタリアのバロック絵画の巨匠アンニーバレ・カラッチが1599年にキャンバス上に油彩で制作した絵画である。アンティオキアの聖マルガリタを主題としている。作品は現在、ローマのサンタ・カテリーナ・デイ・フナーリ教会に所蔵されている。

## 作品
作品は、ガブリエレ・ボンバージ (Gabriele Bombasi) によりローマのサンタ・カテリーナ・デイ・フナーリ教会において彼が取得した礼拝堂のために委嘱された。彼はレッジョ・エミリア出身の学者で、ラヌッチョ1世・ファルネーゼとオドアルド・ファルネーゼのための家庭教師だったことがあり、オドアルドに仕えてローマに移っていた。作品は、現在も上述の教会礼拝堂に掛けられている。
カラッチはレッジョ・エミリアで何点かの作品を描いたが、それらは1点も本来の場所に残っていない。1つの説によれば、アンニーバレがボンバージと接触したことが彼の画業にとって決定的であり、最初にオドアルド・ファルネーゼの関心を引いた理由であったのかもしれない。オドアルドは1595年、あるいは1596年にアンニーバレをローマに招聘し、アンニーバレが死去するまで自身に仕えさせたのである。委嘱者ボンバージのはっきりとした望みで、本作はレッジョ・エミリア大聖堂のために制作された『聖ルカと聖カタリナの前に現れる聖母』 (ルーヴル美術館) 中のアレクサンドリアのカタリナを少々変更して再現している。

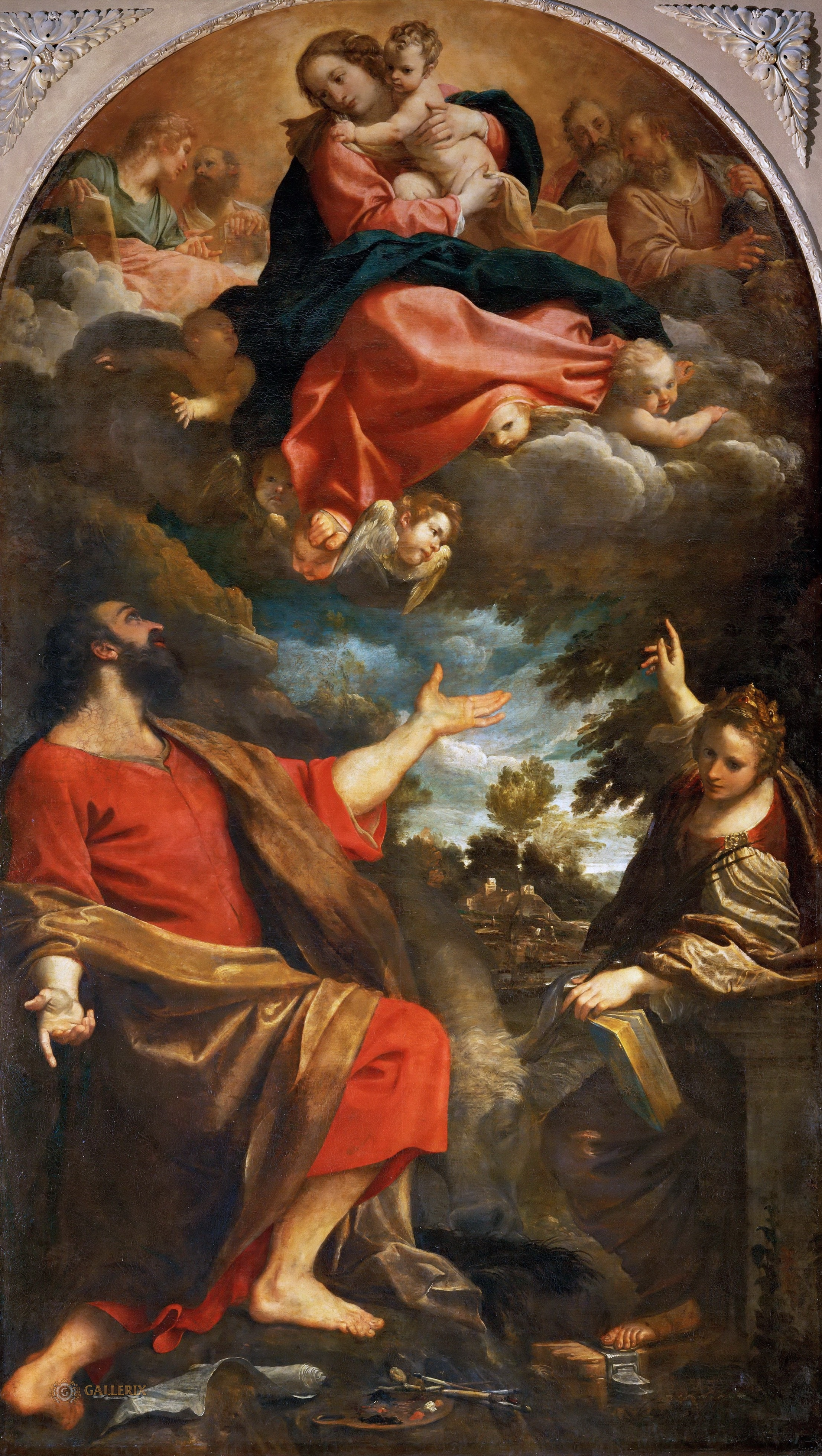
アンニーバレ・カラッチ『聖ルカと聖カタリナの前に現れる聖母』(1592年)、ルーヴル美術館、パリ

本作が完全にアンニーバレの真作かどうかについては、文献により異なる。ジョヴァンニ・ピエトロ・ベッローリの1672年の『芸術家列伝 』では、作品は『聖ルカと聖カタリナに現れる聖母』にもとづいてアンニーバレの弟子ルチオ・マッサーリに模写されたが、龍と風景にはアンニーバレ自身が手を加えたと述べている。ジュリオ・マンチーニの1620年の『絵画に関する考察 (Considerazioni sulla pittura)』では、代わりに作品は完全な真作で、ボローニャで制作された後、ファルネーゼ宮殿、そしてボンバージ礼拝堂に移されたと主張している。

## ギャラリー

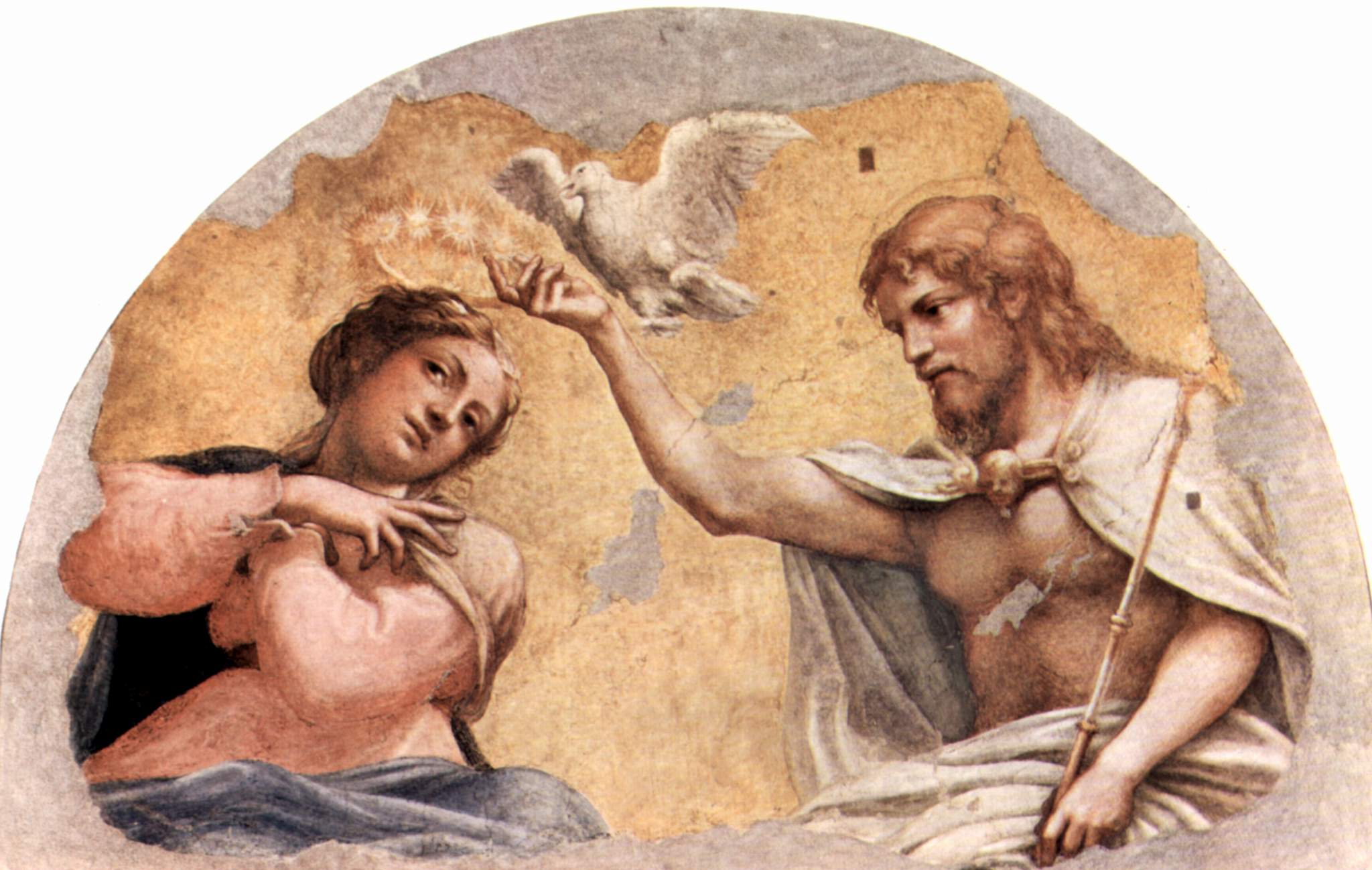
コレッジョ『聖母戴冠』 1521年、パルマ国立美術館
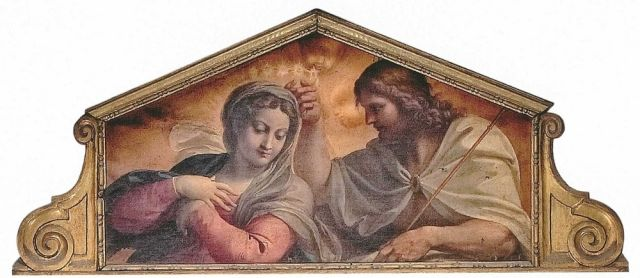
インノチェンツォ・タッコーニ (Innocenzo Tacconi) とアンニーバレ・カラッチ『聖母戴冠』 (『アンティオキアの聖マルガリタ』の祭壇画のための頂部（英語版）)、1600年ごろ、サンタ・カテリーナ・デイ・フナーリ教会
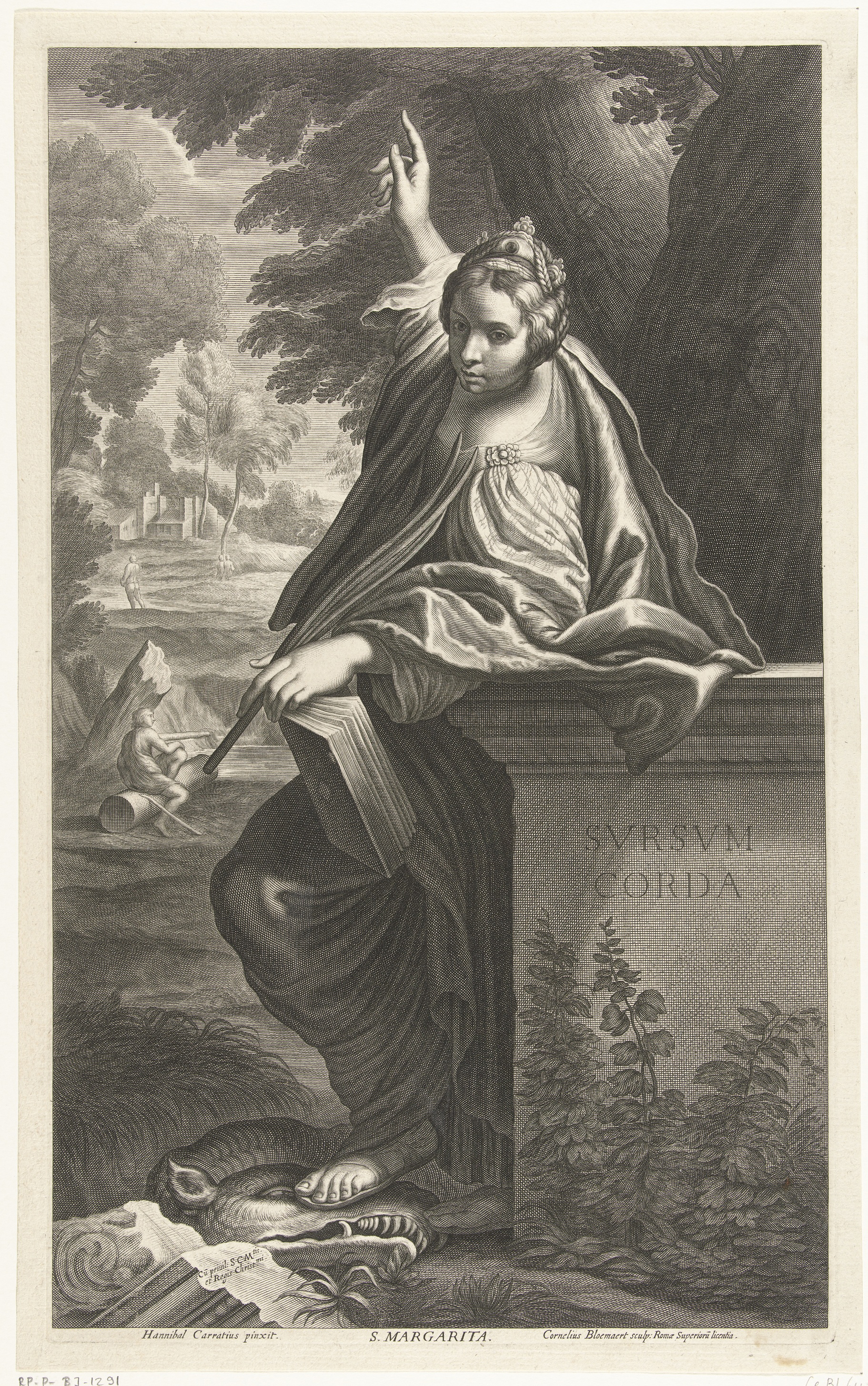
『アンティオキアの聖マルガリタ』にもとづくコルネリス・ブルーマールト (Cornelis Bloemaert) による版画